# میدلتون آن سی
میدلتون آن سی (به انگلیسی: Middleton-on-Sea) یک روستا و محله مدنی در بریتانیا است که در Arun واقع شده‌است. میدلتون آن سی ۳٫۵۴ کیلومتر مربع مساحت و ۵٬۰۷۷ نفر جمعیت دارد.